# 積度量
在數學裡，積度量（product metric）是在兩個以上度量空間之笛卡爾積內的度量。n 個度量空間之笛卡爾積的積度量，可視為是將 n 個子空間的範數作為 n 維向量之各分量，取其 p-範數所得之值。
{\displaystyle d_{p}(\mathbf {x} _{1},\dots ,\mathbf {x} _{n})=\|(d_{1}(\mathbf {x} _{1}),\dots ,d_{n}(\mathbf {x} _{n}))\|_{p}}

## 定義
令 {\displaystyle (X,d_{X})} 與 {\displaystyle (Y,d_{Y})} 為度量空間，且令 {\displaystyle 1\leq p\leq +\infty }。{\displaystyle X\times Y} 上之 p-積度量 {\displaystyle d_{p}} 定義為
對於 {\displaystyle x_{1},x_{2}\in X} 及 {\displaystyle y_{1},y_{2}\in Y}，
{\displaystyle d_{p}\left((x_{1},y_{1}),(x_{2},y_{2})\right):=\left(d_{X}(x_{1},x_{2})^{p}+d_{Y}(y_{1},y_{2})^{p}\right)^{1/p}} for {\displaystyle 1\leq p<\infty ;}
{\displaystyle d_{\infty }\left((x_{1},y_{1}),(x_{2},y_{2})\right):=\max \left\{d_{X}(x_{1},x_{2}),d_{Y}(y_{1},y_{2})\right\}.}

## 範數的選擇
在歐氏空間裡，使用 L2 範數會在積空間裡產生歐幾里得度量；不過，選擇 p 的其他值也會形成其他拓撲等價的度量空間。在度量空間範疇（具有利普希茨常數為 1 的利普希茨映射）裡，使用上確界範數。